# Robert Culliford
Pour les articles homonymes, voir Culliford.
Robert Culliford (c. 1666 - ?) était un pirate anglais de Cornouailles (Angleterre). Il est principalement connu pour avoir été en relation avec le capitaine William Kidd. C'est l'un des ancêtres de Pierre Culliford dit Peyo, dessinateur et scénariste de bande dessinée belge.

## Sa carrière
Robert Culliford et William Kidd se sont connus comme marins (avec six autres compatriotes anglais) à bord du navire français le Sainte Rose en 1689. Après la déclaration de la guerre de la Ligue d'Augsbourg, Kidd, Culliford et les autres marins anglais se sont mutinés contre les marins français. Ils prirent contrôle du vaisseau français, le renommèrent Blessed William et Kidd en prit les commandes. Par la suite, en février 1690, Culliford se mutina contre Kidd et le priva de son commandement, nommant William Mason capitaine à sa place.